# Énergie en Mauritanie
Le secteur de l'énergie en Mauritanie est caractérisé par une consommation d'énergie par habitant extrêmement faible. Le pays a été producteur d'hydrocarbures jusqu'en 2016.

## Secteur amont des hydrocarbures
En 2001, un gisement pétrolier nommé Chinguetti  est découvert au large de la Mauritanie par la compagnie pétrolière australienne Woodside Petroleum. À l'époque, la découverte de ce gisements relativement important crée un certain enthousiasme dans le pays et dans l'industrie pétrolière, il apparait comme le premier d'une nouvelle région prometteuse. La production commence en 2006 au moyen d'une unité flottante de production, de stockage et de déchargement. Si quelques autres puits forés au large du pays donnent des découvertes de pétrole et de gaz, aucun de ces gisements n'est d'une taille suffisante pour justifier l'investissement nécessaire à la mise en production. 
La production à Chinghetti prend fin en 2017 et le démantèlement de l'infrastructure commence l'année suivante. La Mauritanie cesse alors de produire du pétrole.
Un important gisement gazier, appelée Tortue est en développement dans une zone maritime partagée avec le Sénégal. Ce projet comprend une unité flottante de production de gaz naturel liquéfié et doit commencer à produit fin 2024.

## Secteur aval
Une raffinerie de pétrole a été construite à Nouadhibou et mise en service à la fin des années 1970. Son fonctionnement a été pénalisé par un manque de main-d’œuvre qualifiée, des difficultés économiques et politiques, et la production y a longtemps été irrégulière. Elle cesse d'être opérationnelle au début des années 2000.

## Électricité

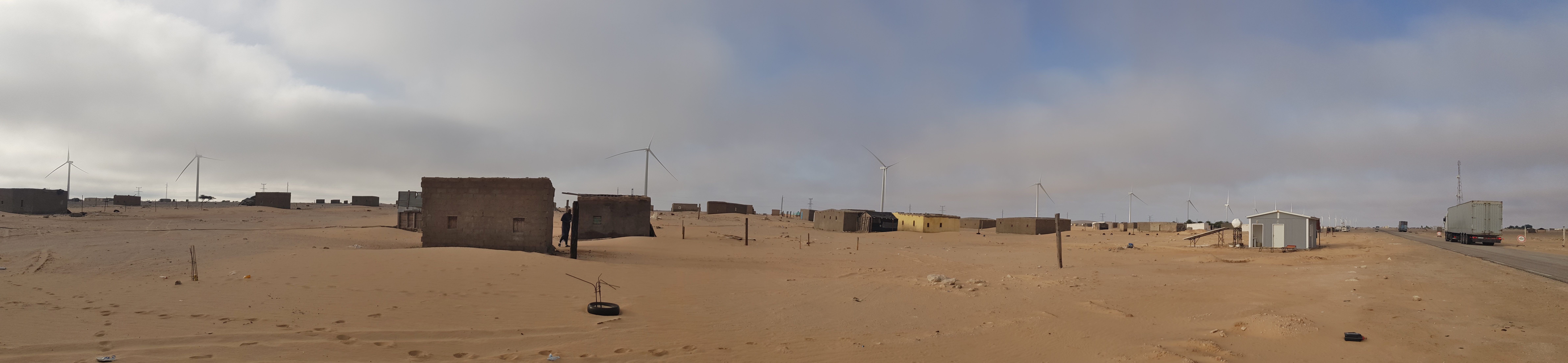
Éoliennes à Nouakchott.

Une ferme éolienne de 30 MW a été mise en exploitation en 2015 à proximité de la capitale, Nouakchott, et contribue depuis pour une part significative de l'électricité du pays.
Début 2024, le fonds africain de développement a approuvé le financement d'une ligne haute tension reliant la Mauritanie et le Mali, qui devrait faciliter le développement de l'énergie solaire dans les pays, traversant une région à très fort ensoleillement.
Un autre projet important pour le pays est celui de développer le gisement de gaz Banda (découvert à la même époque que Chinghetti, mais jamais exploité), qui doit alimenter une centrale électrique.